# Lapinig, Bắc Samar

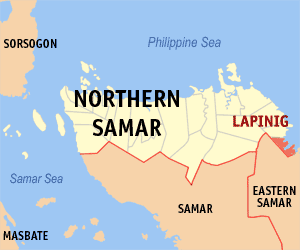
Bản đồ Northern Samar với vị trí của Lapinig

Lapinig là một đô thị hạng 5 ở tỉnh Bắc Samar, Philippines. Theo điều tra dân số năm 2000, đô thị này có dân số 10.798 người trong 1.872 hộ.

## Barangay
Lapinig được chia thành 15 barangay.
- Alang-alang
- Bagacay
- Cahagwayan
- Can Maria
- Can Omanio
- Imelda
- Lapinig Del Sur (Pob.)
- Lapinig Del Norte (Pob.)
- Lo-ok
- Mabini
- May-igot
- Palanas
- Pio Del Pilar
- Potong
- Potong Del Sur